# Río Lepá
El Lepá es un río (también es mencionado como arroyo) que se encuentra en la provincia del Chubut en la Patagonia, República Argentina. Es afluente del río Gualjaina, que a su vez es tributario del río Chubut. El curso de agua le da el nombre a la estación homónima perteneciente a La Trochita.

## Recorrido
El río se origina en el cordón de Esquel, forma un valle angosto y profundo y se orienta en sentido este - noreste. En este tramo, recibe las aguas de los arroyos Madera y Montoso, también originados en ese sector.
En el área de pedemontaña, el valle y la planicie de inundación se amplían. Finalmente, desemboca en el río Gualjaina (o Tecka), donde el río ya toma hábito meandriforme.